# Cristiane Freitas
Cristiane Ferreira da Silva Freitas (Parnamirim, 29 de março de 1972) é a atual primeira-dama do estado de São Paulo, como esposa do 64.º governador Tarcísio de Freitas. Assumiu a presidência do Fundo Social paulista em 1 de janeiro de 2023.

## Biografia
Nasceu em Parnamirim, Região Metropolitana de Natal, onde viveu durante toda a infância, dentro da Vila Militar, com os pais Luiz Ferreira da Silva e Maria dos Reis Ferreira da Silva e três irmãos mais velhos. Entusiasta do esporte, neste período Cristiane praticou diversas modalidades e chegou a ganhar campeonatos amadores.
Em 1997 conheceu o 64.º governador Tarcísio de Freitas em Natal,  onde ele servia como Segundo Tenente do Exército. O casal que tem dois filhos, Matheus e Letícia, residiu em diferentes cidades, incluindo Manaus, Rio de Janeiro e Belo Jardim.
Além de incentivar e acompanhar Tarcísio em todas as etapas da vida profissional – na carreira militar e como servidor público – a primeira-dama alternou períodos dedicados à família e outros ao mercado de trabalho, voltado para a área de vendas e gestão.
Recentemente atuou no Programa Pátria Voluntária, do Governo Federal, criado para incentivar o engajamento da sociedade em ações transformadoras, e concluiu a faculdade de Gestão Pública.